# 산젠나로베수비아노
산젠나로베수비아노(이탈리아어: San Gennaro Vesuviano)는 이탈리아 캄파니아주 나폴리현에 위치한 코무네다.